# Sinningia helleri
Sinningia helleri là một loài thực vật có hoa trong họ Tai voi. Loài này được Nees miêu tả khoa học đầu tiên năm 1825.